# جرج اف. دی. داف
جرج فرانسیس دنتن داف (انگلیسی: George Francis Denton Duff؛ ۲۸ ژوئیهٔ ۱۹۲۶ – ۲ مارس ۲۰۰۱) ریاضی‌دان کانادایی بود که در معادلات دیفرانسیل با مشتقات جزئی و پدیده‌های موج تحقیق می‌کرد. داف از سال ۱۹۷۱ تا ۱۹۷۳ رئیس انجمن ریاضی کاناد بود. او در سال ۱۹۷۴ در کنگره جهانی ریاضیدانان در ونکوور به‌عنوان سخنران عمومی دعوت شد.